# محمد سعيد العامودي

محمد بن سعيد العامودي.

محمد سعيد عبد الرحمن العامودي (1905- 1991)، كاتب وناقد وشاعر سعودي، يُعد من رواد الأدب في الجزيرة العربية، ورائدًا لأوائل مثقفي السعودية في العصر الحديث، رأس تحرير مجلتي (الحج) و (رابطة العالم الإسلامي)، وأشرف على تحرير صحيفة (صوت الحجاز)، ويعتبره البعض من أعلام الصحافة الإسلامية، كان عضوًا في مجلس الشورى السعودي، وعضوًا في رابطة الأدب الحديث بالقاهرة، إلى جانب عضويته في المجلس الأعلى للعلوم والآداب، وأحد الذين كرّمهم مؤتمر الأدباء السعوديين الأول عام 1974، وساهم في إثراء كلًا من الصحافة والإذاعة السعودية والأدب السعودي، صدرت له نحو 6 مؤلفات، في النقد والشعر والمقالة والقصة، فيما ذُكر في عدد من التراجم ككتاب (تتمة الأعلام) و(معجم الأدباء من العصر الجاهلي حتى سنة 2002)، وتوفي في مسقط رأسه مكة يوم 17 فبراير 1991.

## مؤلفاته
- من تاريخنا (دراسات)، القاهرة، 1373هـ/1954م.
- المختصر من كتاب نشر النور والزهر في تراجم أفاضل مكة من القرن العاشر إلى القرن الرابع عشر، (شارك في الاختصار والترتيب)، الطائف، 1398هـ/1979م.
- من حديث الكتب، الطائف، 1399هـ/1979م.
- من رباعياتي (شعر)، الرياض، 1401هـ/19980م.
- رامز وقصص أخرى، الرياض، 1403هـ/1983م.
- قل الحق، جدة، 1403هـ/1983م.
- من أوراقي (مقالات)، جدة، 1404هـ/1983م.[11]